# Cruviers-Lascours
Cruviers-Lascours là một xã trong tỉnh Gard thuộc vùng Occitanie, phía nam nước Pháp. Xã Cruviers-Lascours nằm ở khu vực có độ cao trung bình 82 mét trên mực nước biển.